# Tetramesa laevigata
Tetramesa laevigata är en stekelart som först beskrevs av Hans Hedicke 1921.  Tetramesa laevigata ingår i släktet Tetramesa och familjen kragglanssteklar. Inga underarter finns listade i Catalogue of Life.